# شمعون بلاص
شمعون بلاص ( مارس 1930 - 29 سبتمبر 2019 ) كان كاتبًا عراقيًا إسرائيليًا .

## في وقت مبكر من حياته
وُلِد بلاص في بغداد في مارس 1930. عاش في الأحياء المسيحية في بغداد ، وهاجر إلى إسرائيل في عام 1951 .  أصبح روائيًا ، وكتب عن تجربته كيهودي عراقي .  في شبابه ، درس في التحالف الإسرائيلي العالمي وطوّر شغفهُ في الكتابة .  كتبت روايته القصيرة الأولى ، " الجريمة الغامدية " ، باللغة العربية بينما كان بلاص لا يزال يعيش في بغداد .  كان عضوًا نشطًا في الحزب الشيوعي العراقي وانضم إلى مكي ( حزب سياسي ) بعد هجرته إلى إسرائيل . 

## العمل الأدبي
كان عمله غالبًا ما يعكس الهوية المعقدة لليهود العراقيين في إسرائيل . بعد هجرته إلى إسرائيل ، واصل بلاص الكتابة باللغة العربية ، لغته الأم ، من أجل الحفاظ على ارتباطه بأرضه الأصلية .  كتب لأول مرة باللغة العبرية في عام 1955 ، عندما نشر مقالاً في المجلة العبرية " كول هعام " تحت اسم مستعار أديب القاص .  إلى جانب مؤلفين يهود مزراحيين آخرين في إسرائيل ، " يُعرف اليهود المزراحيون ( ويُشار إليهم أحيانًا بـ" اليهود الشرقيين " ) هم اليهود الذين ينحدرون من دول الشرق الأوسط وشمال أفريقيا..."
روايته في عام 2003 " تل أبيب ميزرا " التي كتبها من قبل يعكس الهوية المزدوجة لليهود العراقيين .  من ناحية ، يمتلك اليهود العراقيون صلة بأصولهم العراقية ونستالجيا للحياة في العراق ، والتي تتعارض مع هويتهم الإسرائيلية الجديدة ، من ناحية أخرى . يُعبر بطل الرواية ، يوسف شابي ، عن ارتباط عاطفي قوي بمدينة بغداد ، مدينته الأصلية ، بينما يُجبر على الهجرة إلى إسرائيل . العلاقة بين هذه الهويات المتضاربة ، وكذلك التفاوت الذي تثيرونه ، هي مواضيع رئيسية يستكشفها بالاص في روايته . 

## وفاته
توفي بلاص في 29 سبتمبر 2019 ، في سن 89 عامًا . 